# Cecilia Tessieri Rabassi
Cecilia Tessieri Rabassi (Pontedera, 1967) è un'imprenditrice italiana, maître chocolatier.

## Biografia
Cecilia Tessieri Rabassi fonda Amedei nel 1990. Nel 1998, dopo una ricerca di nuove fave di cacao per arrivare al controllo dell'intera filiera produttiva, l'azienda inizia a commercializzare le prime tavolette di cioccolato con la denominazione "Amedei". Nel 2017 viene venduto il 99% delle quote a Ferrarelle: Cecilia Tessieri è rimasta all'interno dell'azienda fino a fine 2020 prima di fondare, nel 2021, il marchio per la produzione di cioccolato artigianale col proprio nome, "Cecilia Tessieri Rabassi".

## Premi e riconoscimenti
Nel corso della sua carriera è stata premiata per sei anni con il "Golden Bean", l'Oscar della Academy of Chocolate di Londra. Nel 2007 è stata nominata Cavaliere al Merito della Repubblica Italiana. Nel 2021 è stata insignita del riconoscimento "President's Award" indetto sempre dall'Accademia del Cioccolato londinese, mentre nel 2022 il suo cioccolato "Cecilia Tessieri Rabassi Icon Perù" ha vinto il Premio "Tavoletta d'Oro".